# Sozialgericht Detmold

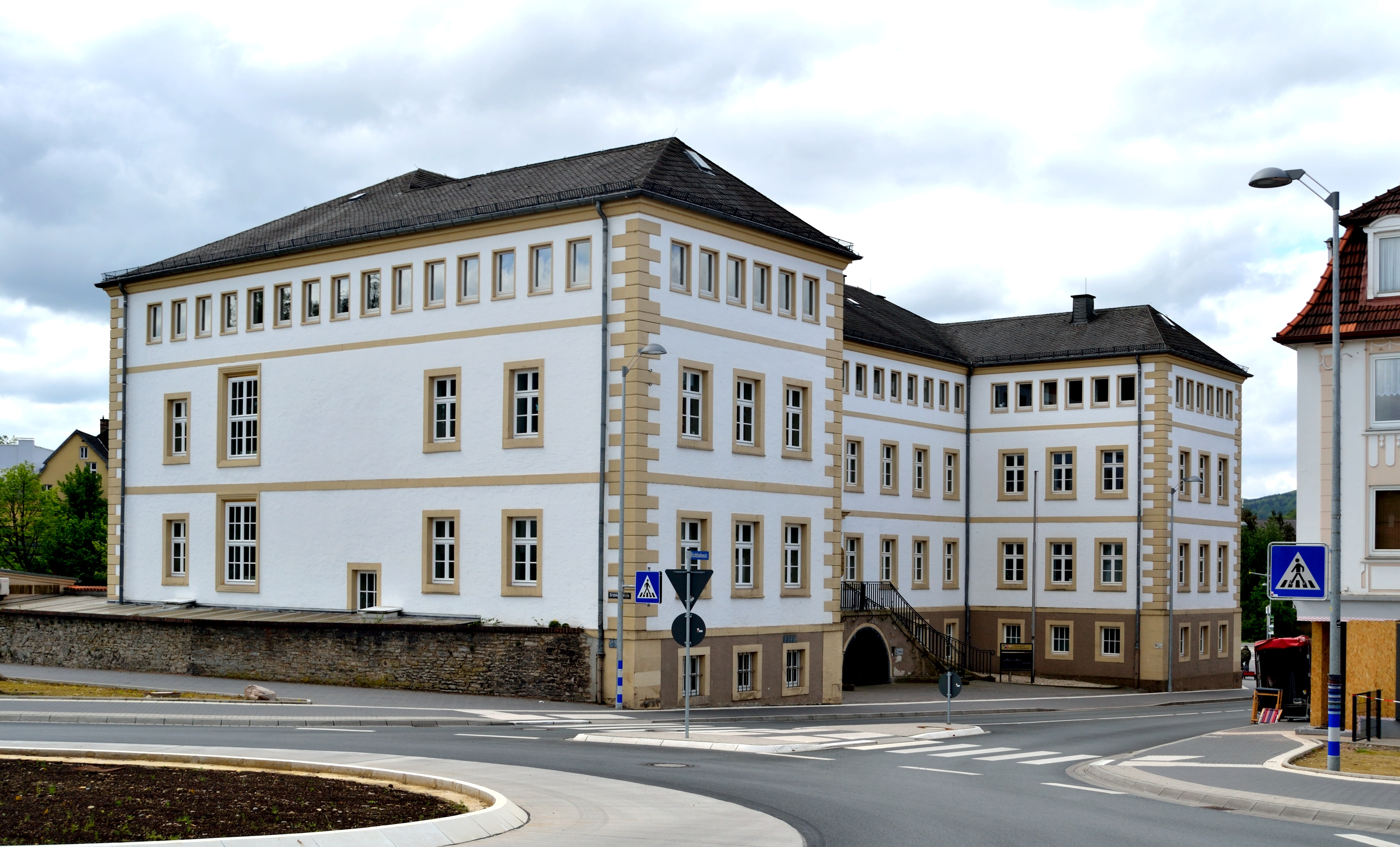
Justizzentrum Detmold (mit Arbeits- und Sozialgericht)

Das Sozialgericht Detmold ist ein Gericht der Sozialgerichtsbarkeit. Das Gericht ist eines von acht Sozialgerichten in Nordrhein-Westfalen und hat seinen Sitz in Detmold. Im selben Gebäude befindet sich das Arbeitsgericht Detmold.

## Gerichtsgebäude
Das Gerichtsgebäude des Sozialgerichts Detmold befindet sich in der Richthofenstraße 3. 
Die Planung des 1827 bis 1828 als Strafwerkhaus errichteten Gebäudes wurde von Ferdinand Brune erstellt. In das Strafwerkshaus wurden Bettler, Landstreicher, Trunksüchtige, Prostituierte und ähnliche Corrigeden für 14 Tage bis zu drei Monate eingewiesen. Von 1870 bis 1945 diente das Gebäude als Kaserne, auch für die Lipper Schützen. Nach 1945 wurde das Gebäude von unterschiedlichen Landesbehörden genutzt.

## Gerichtsbezirk  und übergeordnete Gerichte
Das Sozialgericht Detmold ist örtlich für die Stadt Bielefeld sowie die Kreise Gütersloh, Herford, Höxter, Lippe, Minden-Lübbecke und Paderborn zuständig. Es hält in Bielefeld, Höxter, Minden und Paderborn Gerichtstage ab. Die sachliche Zuständigkeit ergibt sich aus dem Sozialgerichtsgesetz.
Das Landessozialgericht Nordrhein-Westfalen in Essen ist die übergeordnete Instanz. Diesem ist wiederum das Bundessozialgericht in Kassel übergeordnet.